# Лахта-Ольгино
Ла́хта-О́льгино — муниципальный округ № 64 в составе Приморского района Санкт-Петербурга.
Округ получил своё название от исторических районов Лахта и Ольгино.

## Границы округа
- От берега Финского залива на северо-восток по оси проезда между кварталами 103 и 104 Приморского лесничества до железнодорожной платформы Морская,
- далее на восток по южной стороне полосы отвода Сестрорецкого направления железной дороги, огибая платформу Морская, до северной стороны полосы отвода Сестрорецкого направления железной дороги,
- далее на северо-восток 300 м и на север 2700 м,
- далее на северо-восток по южной границе кварталов 31, 32, 33, 34 Приморского лесничества до реки Чёрной (Парголовки),
- далее по оси реки Чёрной (Парголовки), по северной границе Юнтоловского заказника до реки Каменки,
- далее на юг по оси реки Каменки до восточного берега Лахтинского разлива,
- далее по восточному берегу Лахтинского разлива до моста через Лахтинский разлив,
- далее по мосту через Лахтинский разлив до берега Финского залива,
- далее по урезу воды берега Финского залива до проезда между кварталами 103 и 104 Приморского лесничества.

## Население
| 2002  | 2010  | 2012  | 2013  | 2014    | 2015    | 2016  |
| ----- | ----- | ----- | ----- | ------- | ------- | ----- |
| 2901  | ↗3903 | ↗3974 | ↗3986 | ↗4057   | ↗4119   | ↗4165 |
| 2017  | 2018  | 2019  | 2020  | 2021    | 2023    |       |
| ↗4251 | ↗4397 | ↗4509 | ↗4617 | ↗15 040 | ↗15 347 |       |

## Объекты района
В северо-восточной части округа располагается Юнтоловский заказник. В 2012 году на территории МО Лахта-Ольгино началось строительство общественно-делового комплекса Лахта-центр. К 2018 году на месте бывшей пескобазы появился комплекс зданий, который занимает участок площадью 140 тысяч квадратных метров.

## Фотогалерея

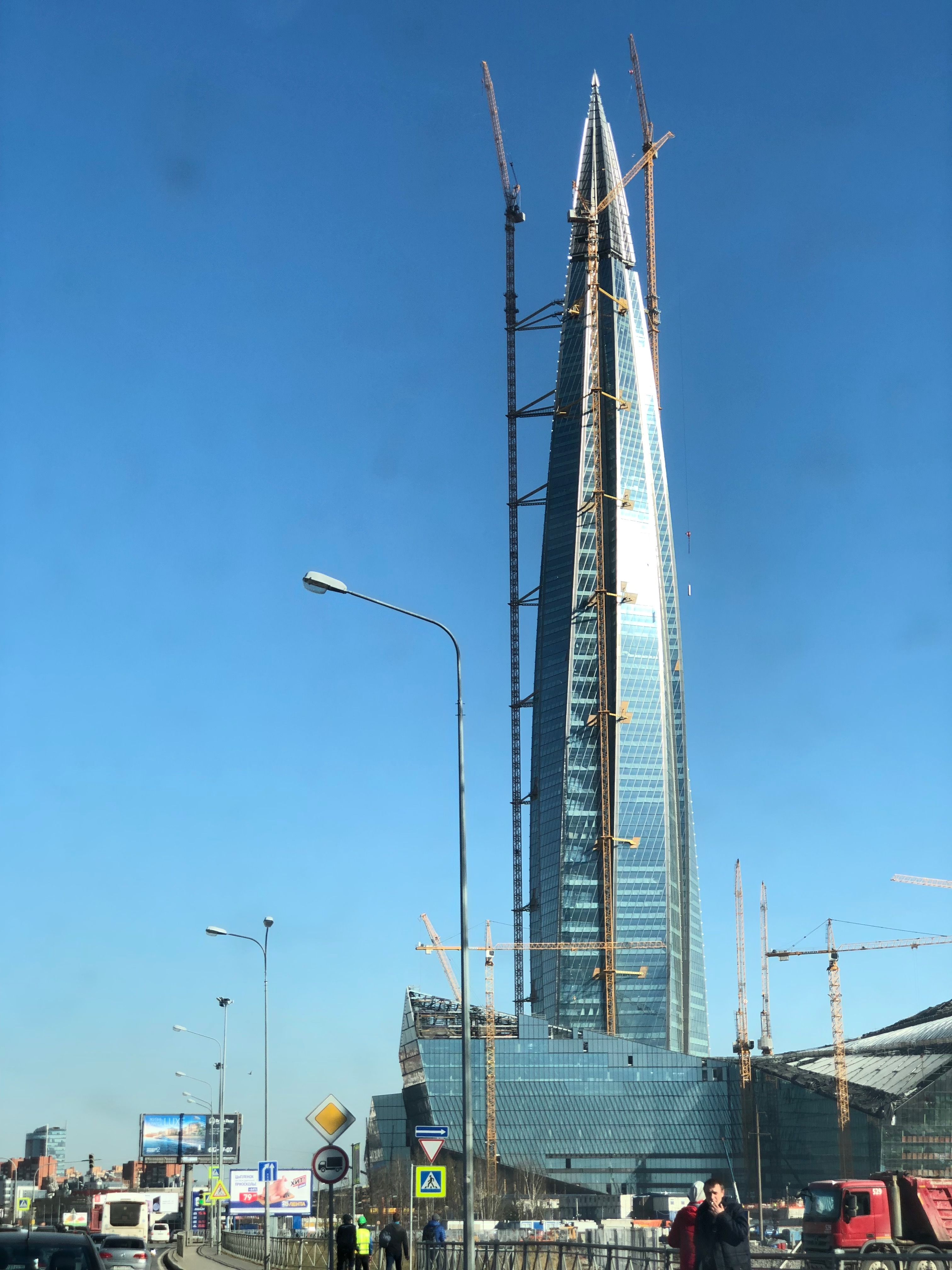
Лахта центр
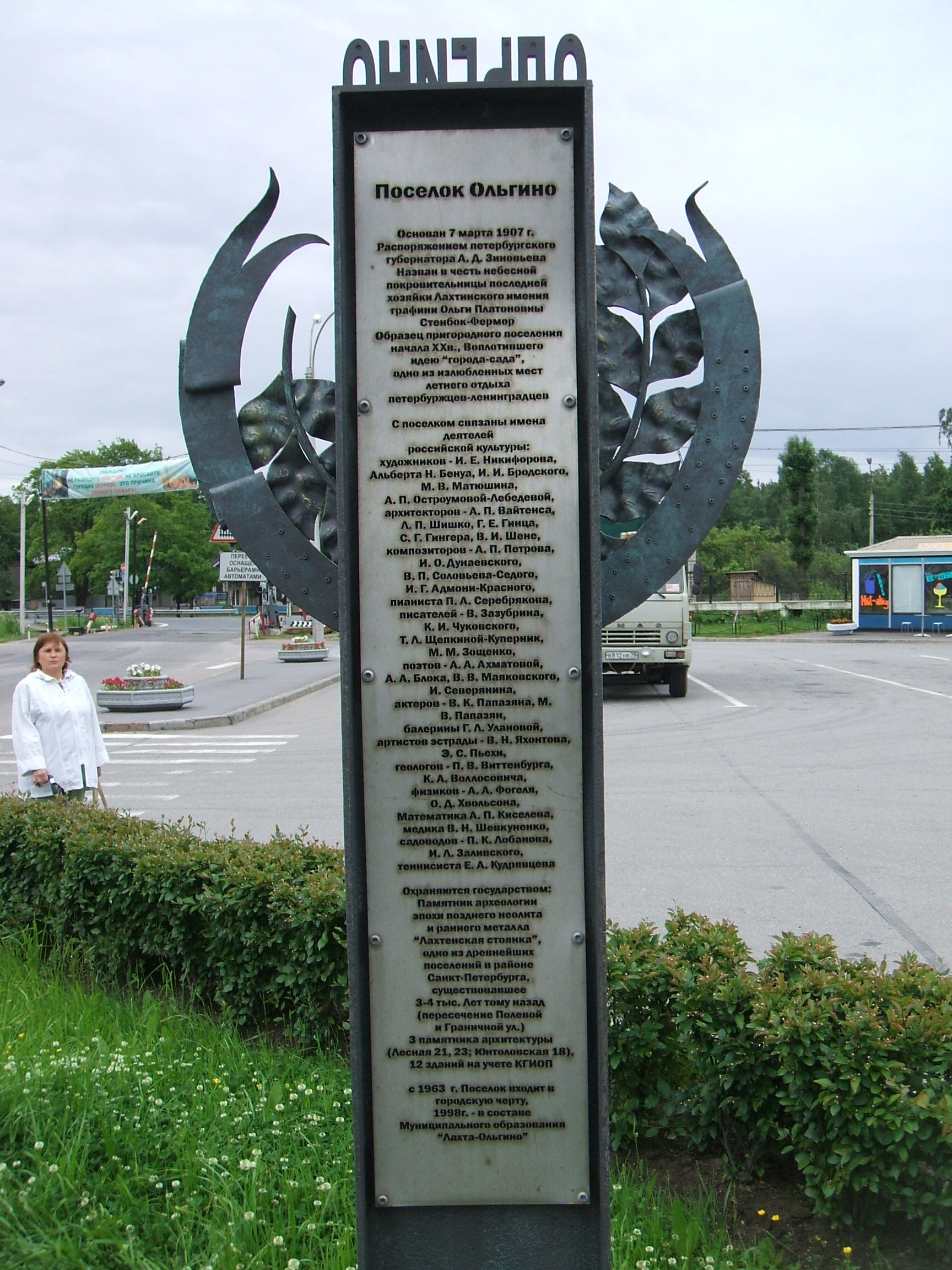
Историческая справка
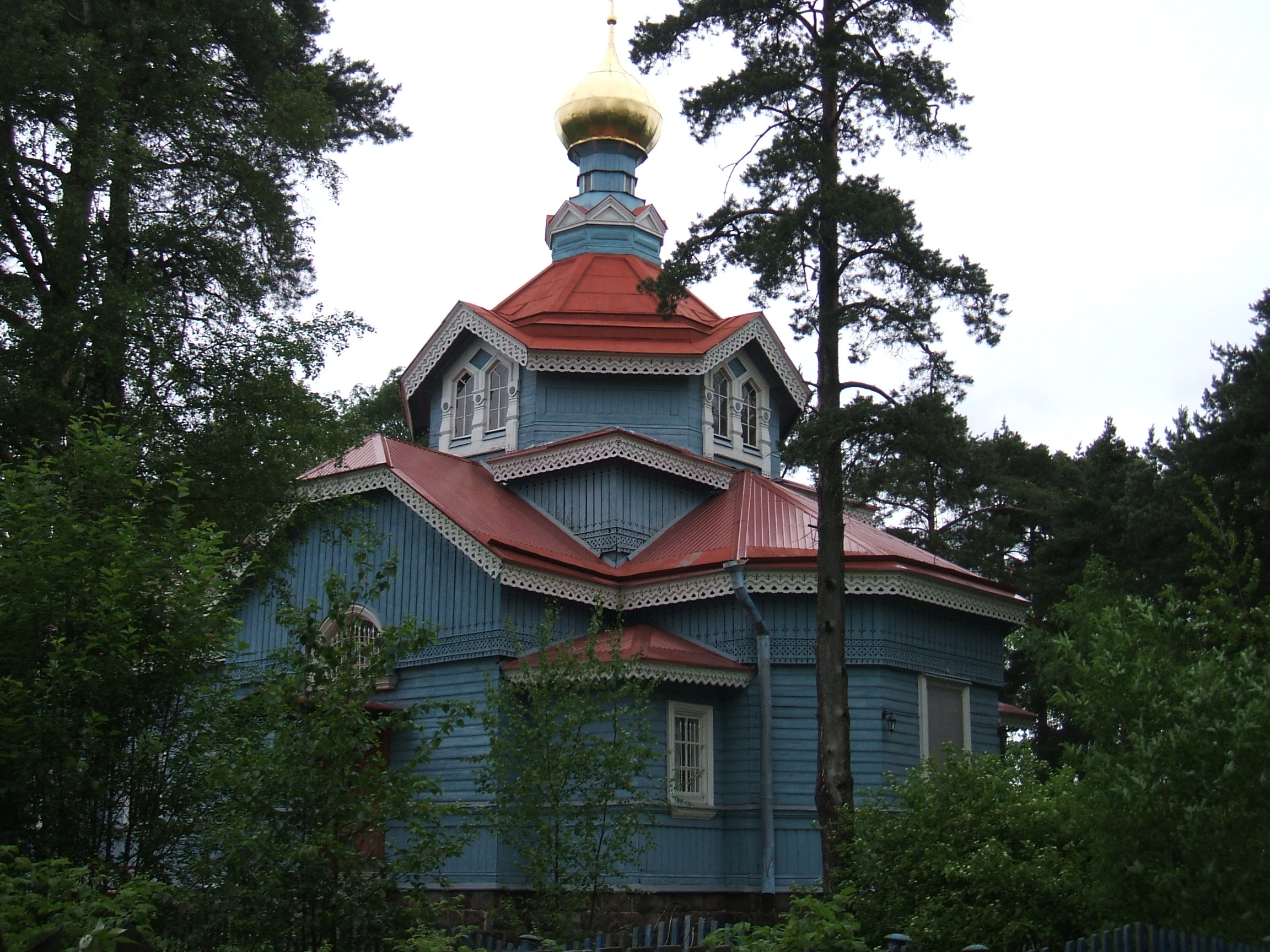
Церковь св. ап. Петра в Лахте
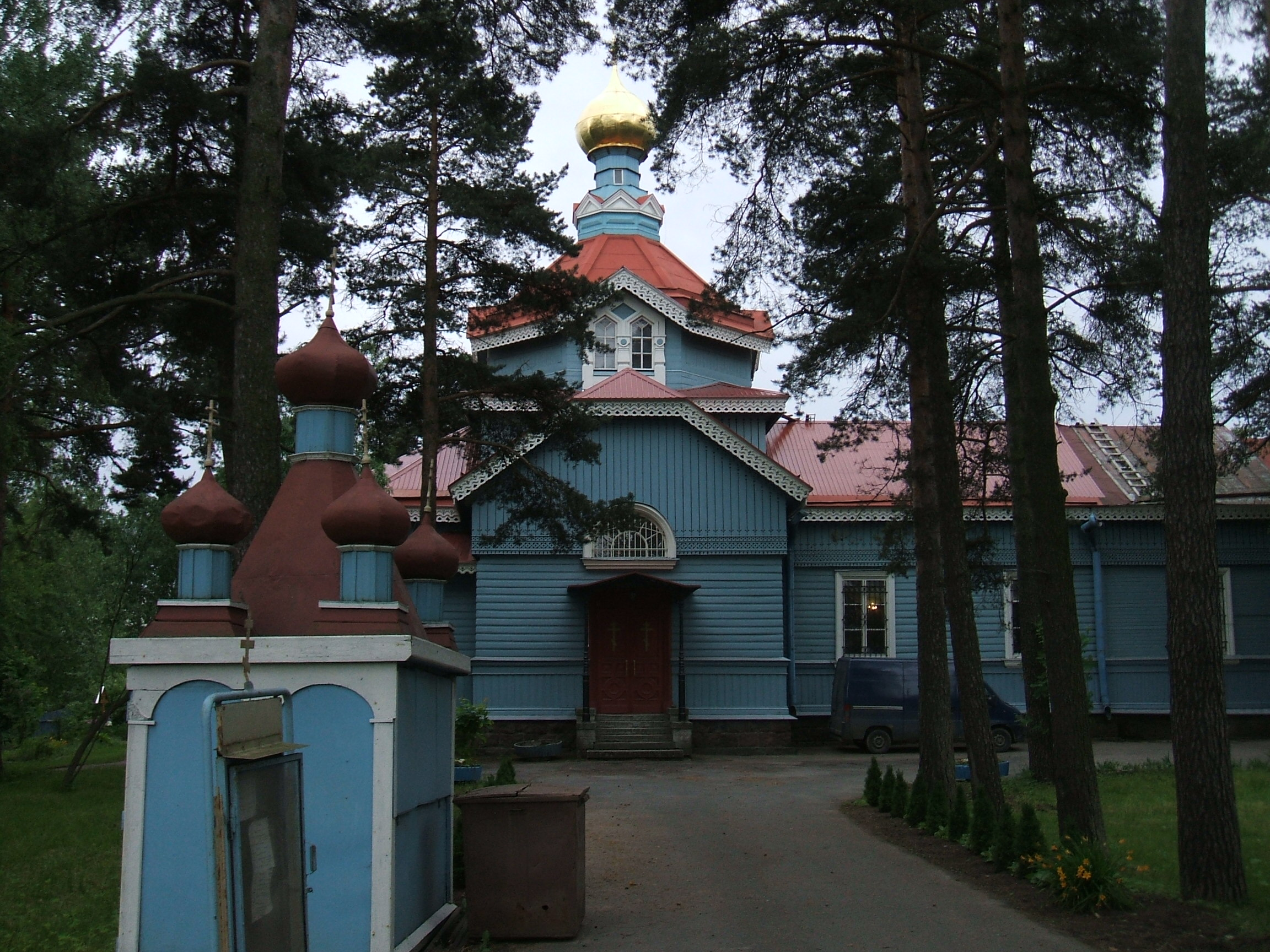
Вход в церковь
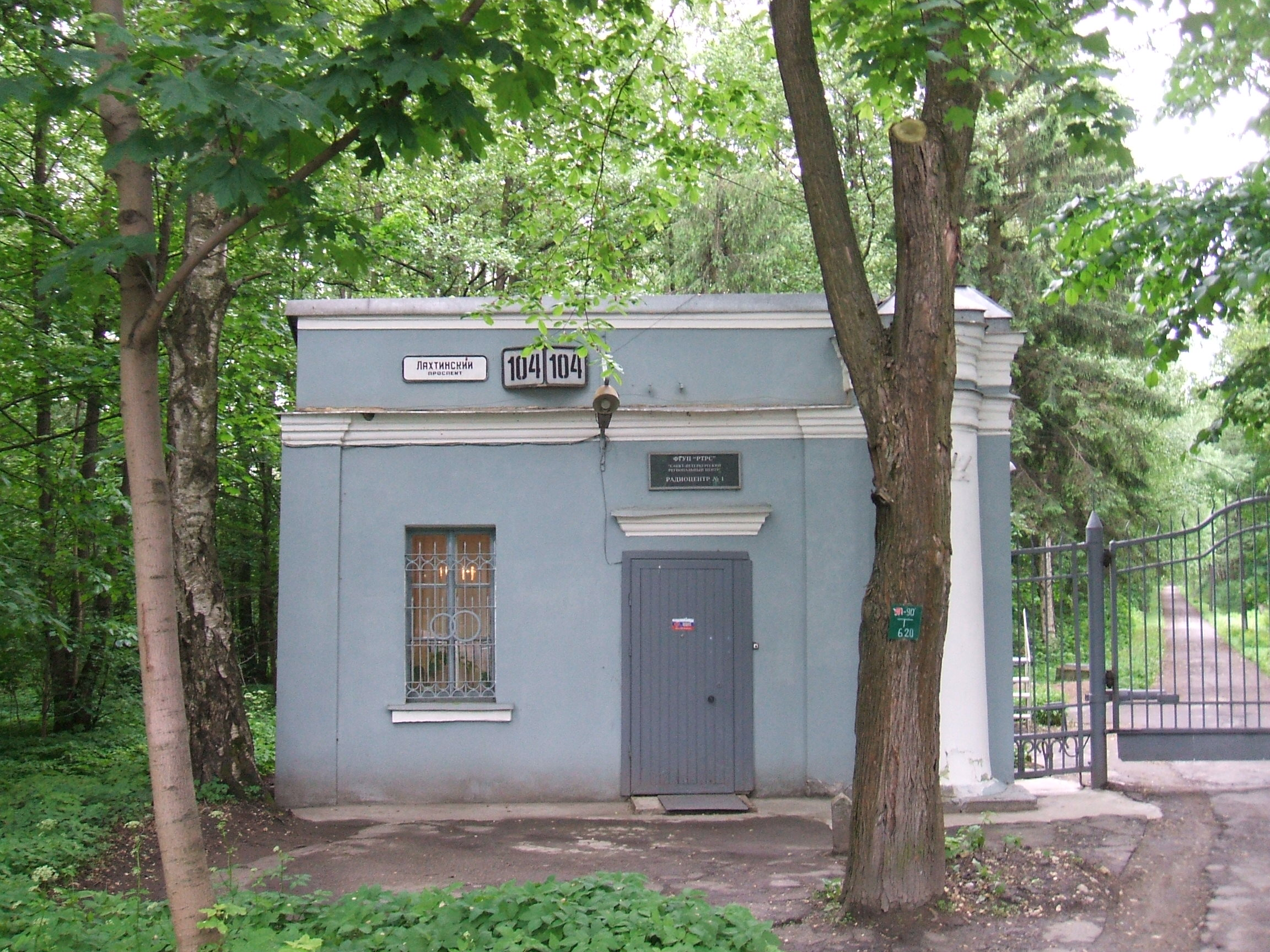
Усадьба Стенбок-Ферморов
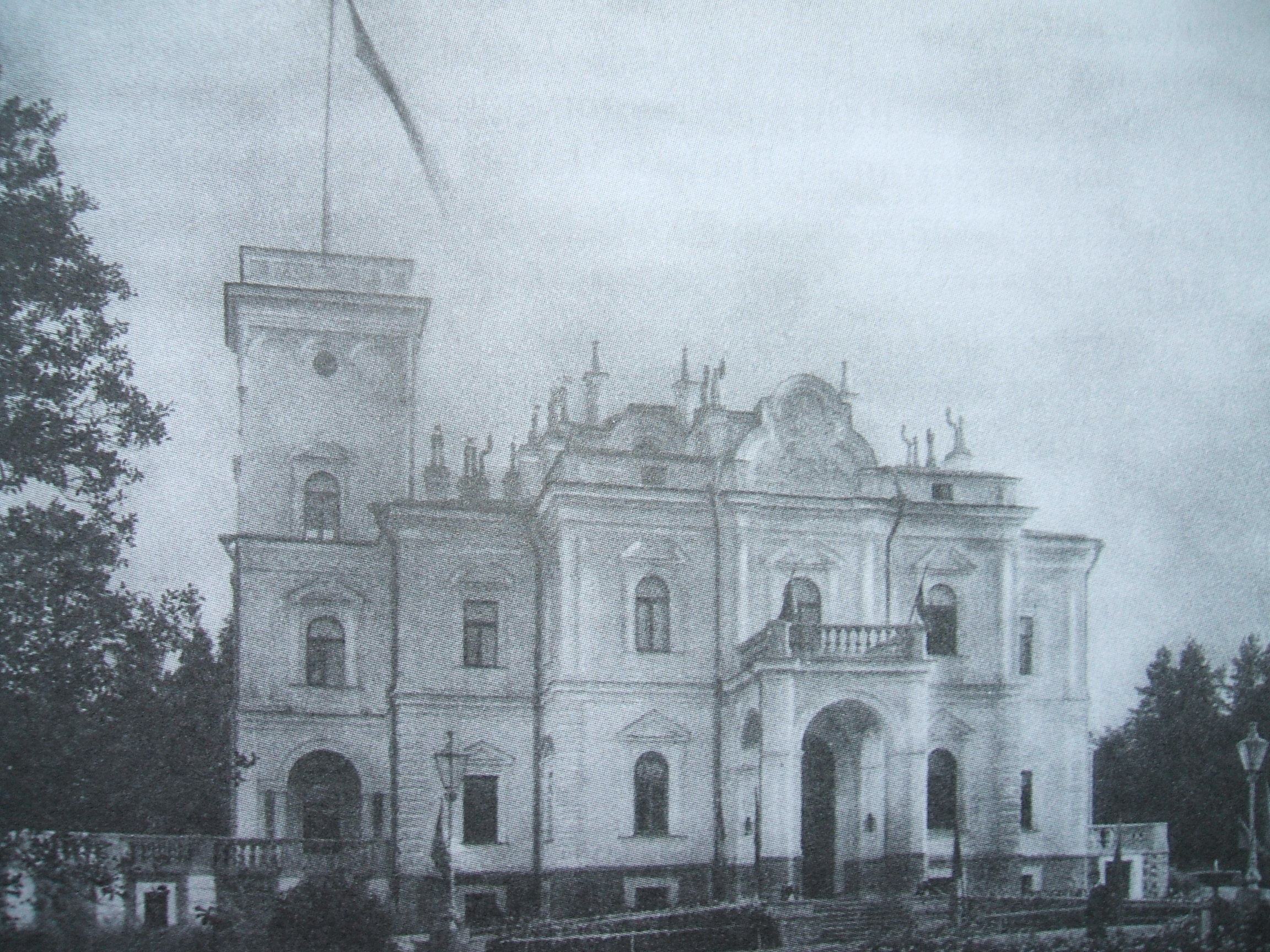
Замок Стенбок-Ферморов. 1908 год
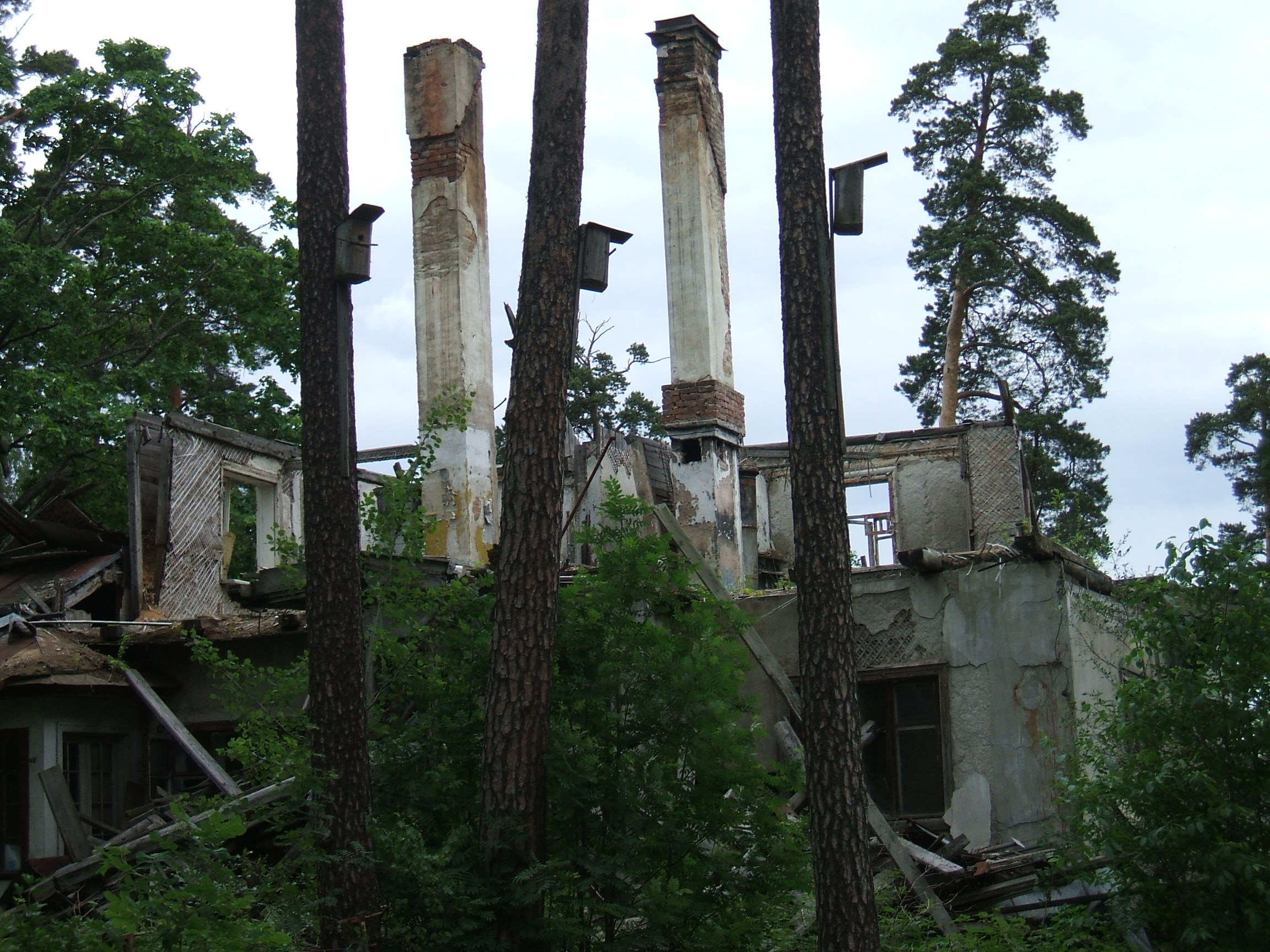
Полевая ул.5. Бывший дом П. В. Виттенбурга в 2010 году
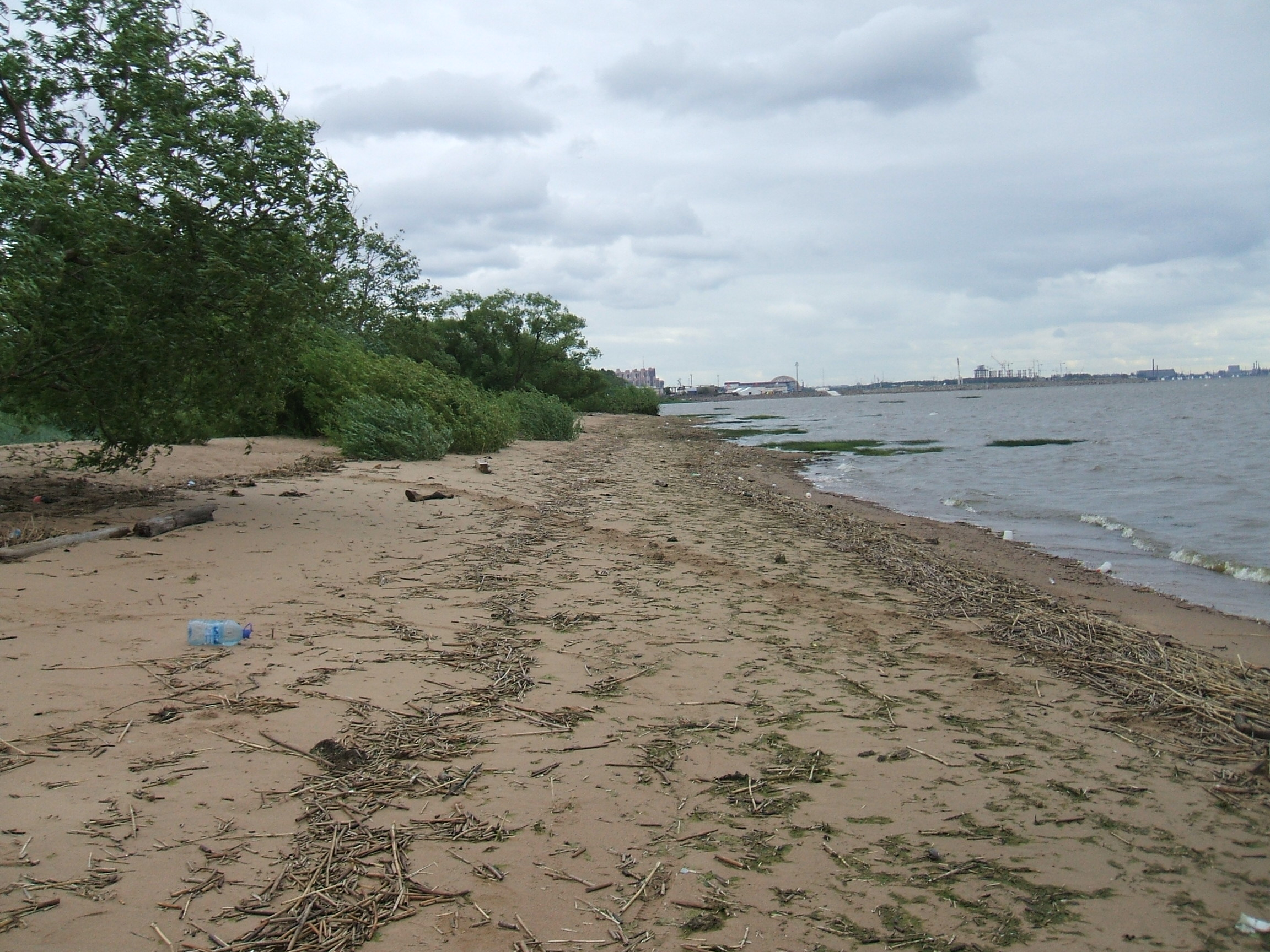
Финский залив в Лахте
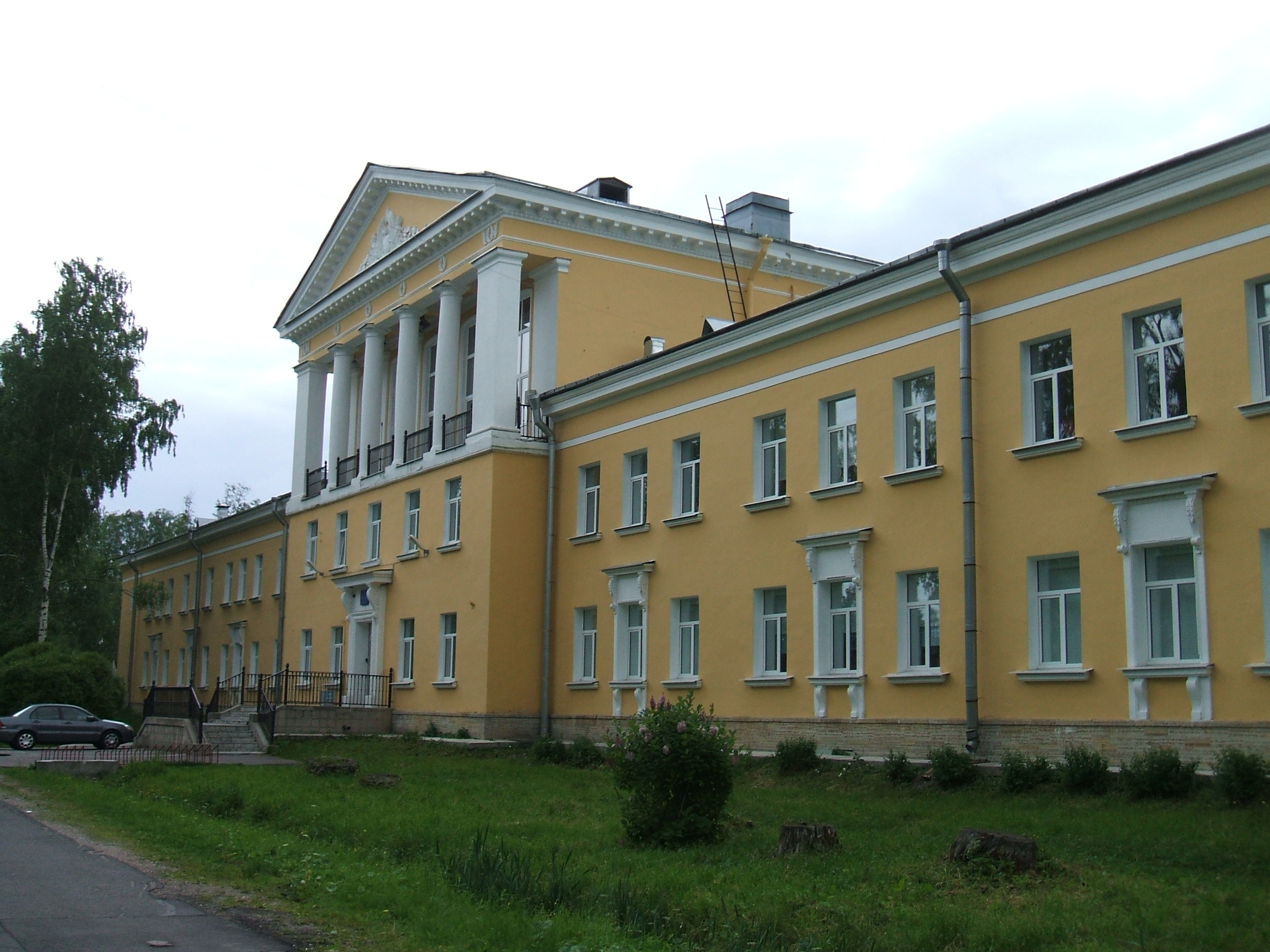
Школа № 440
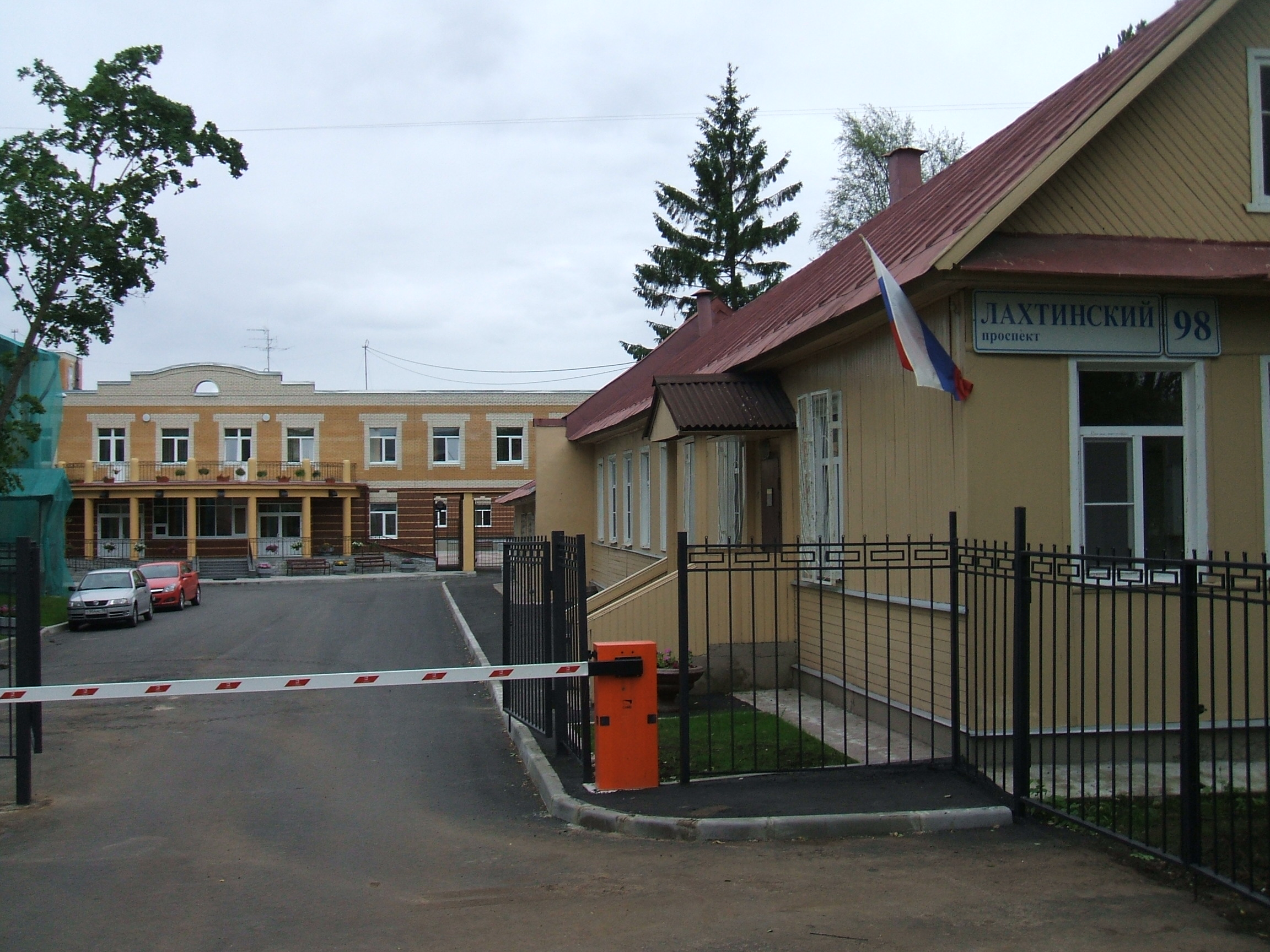
Хоспис
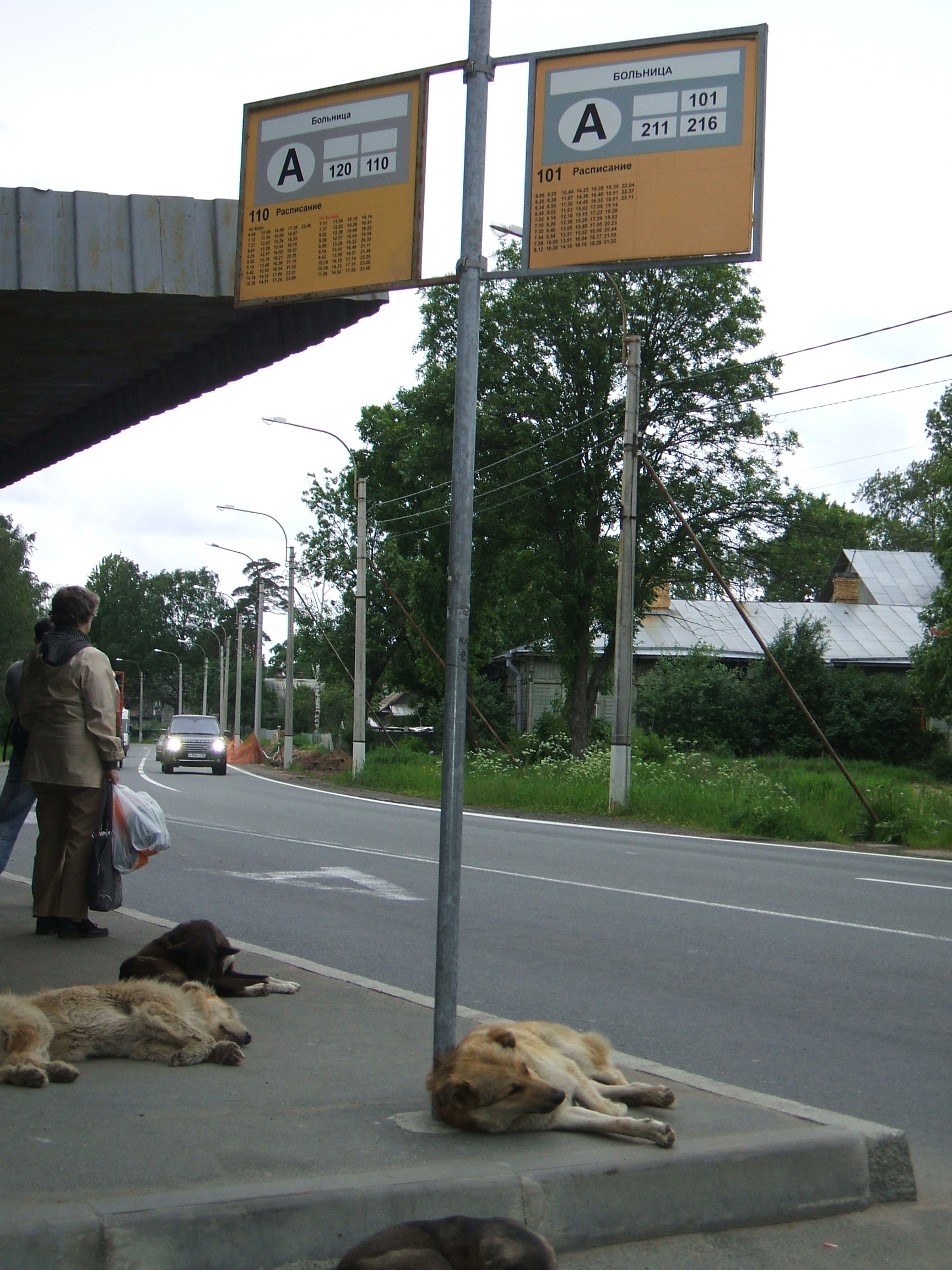
Автобусы Лахты
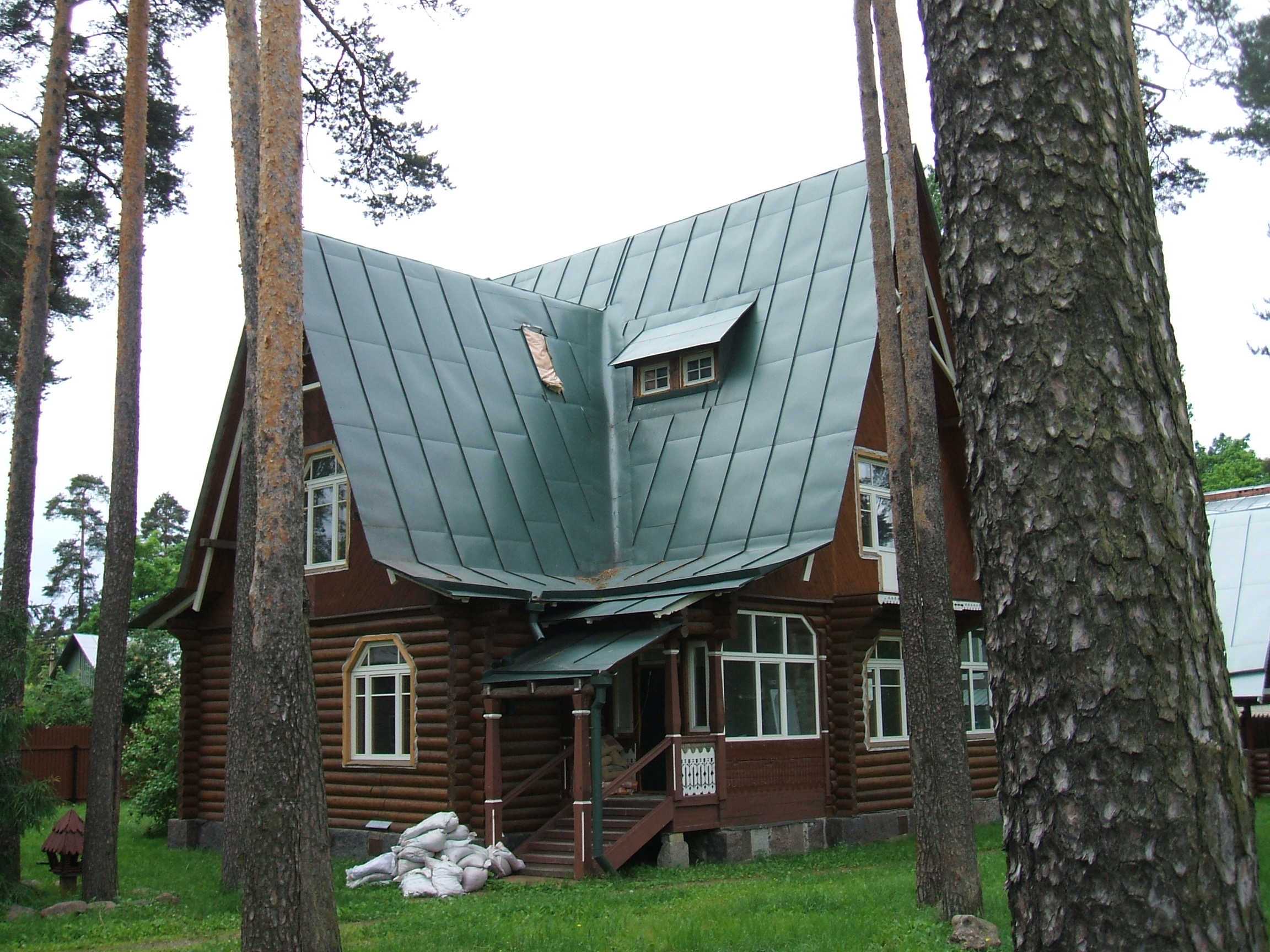
Памятник культурного наследия
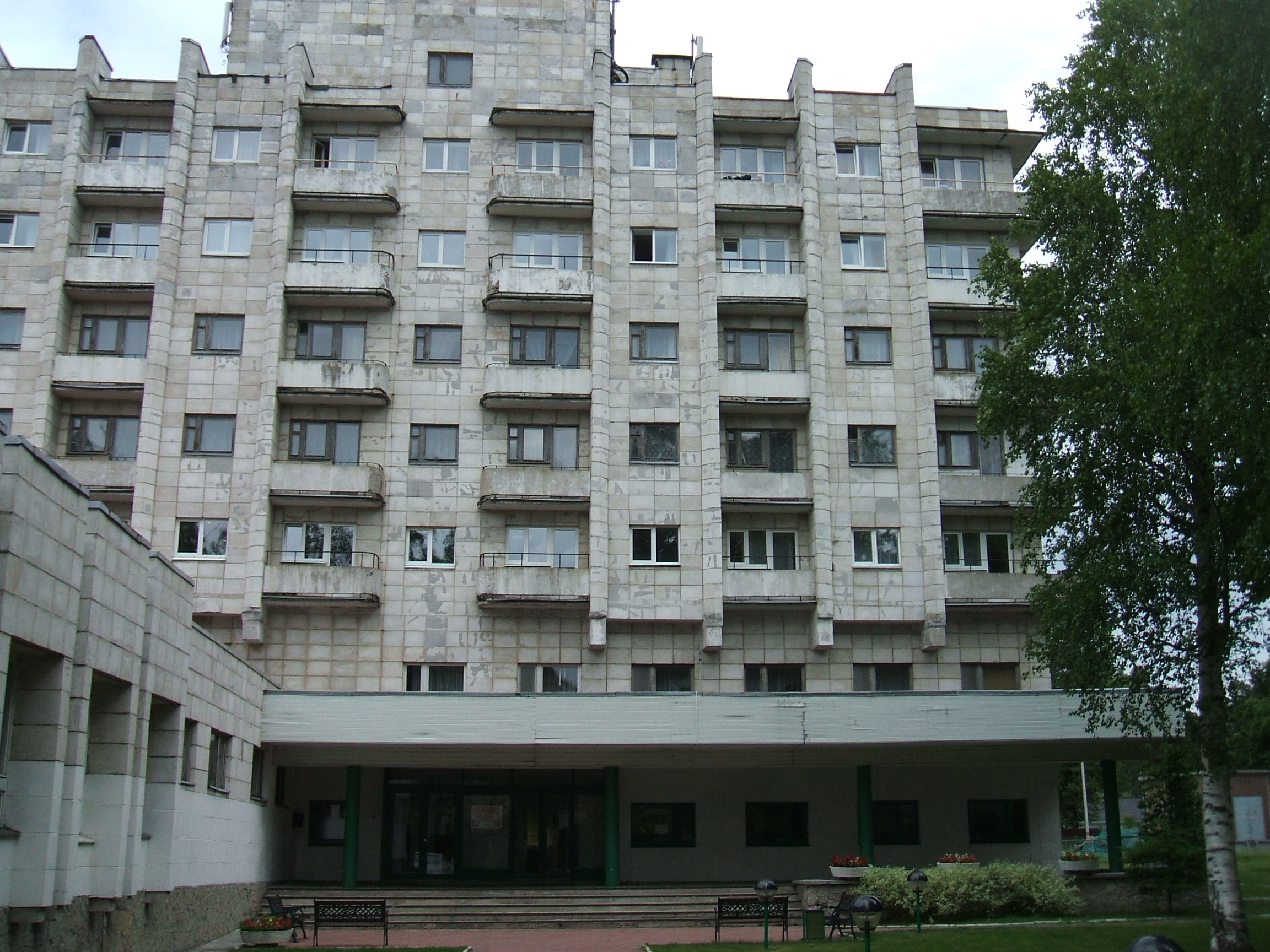
Международный лицей
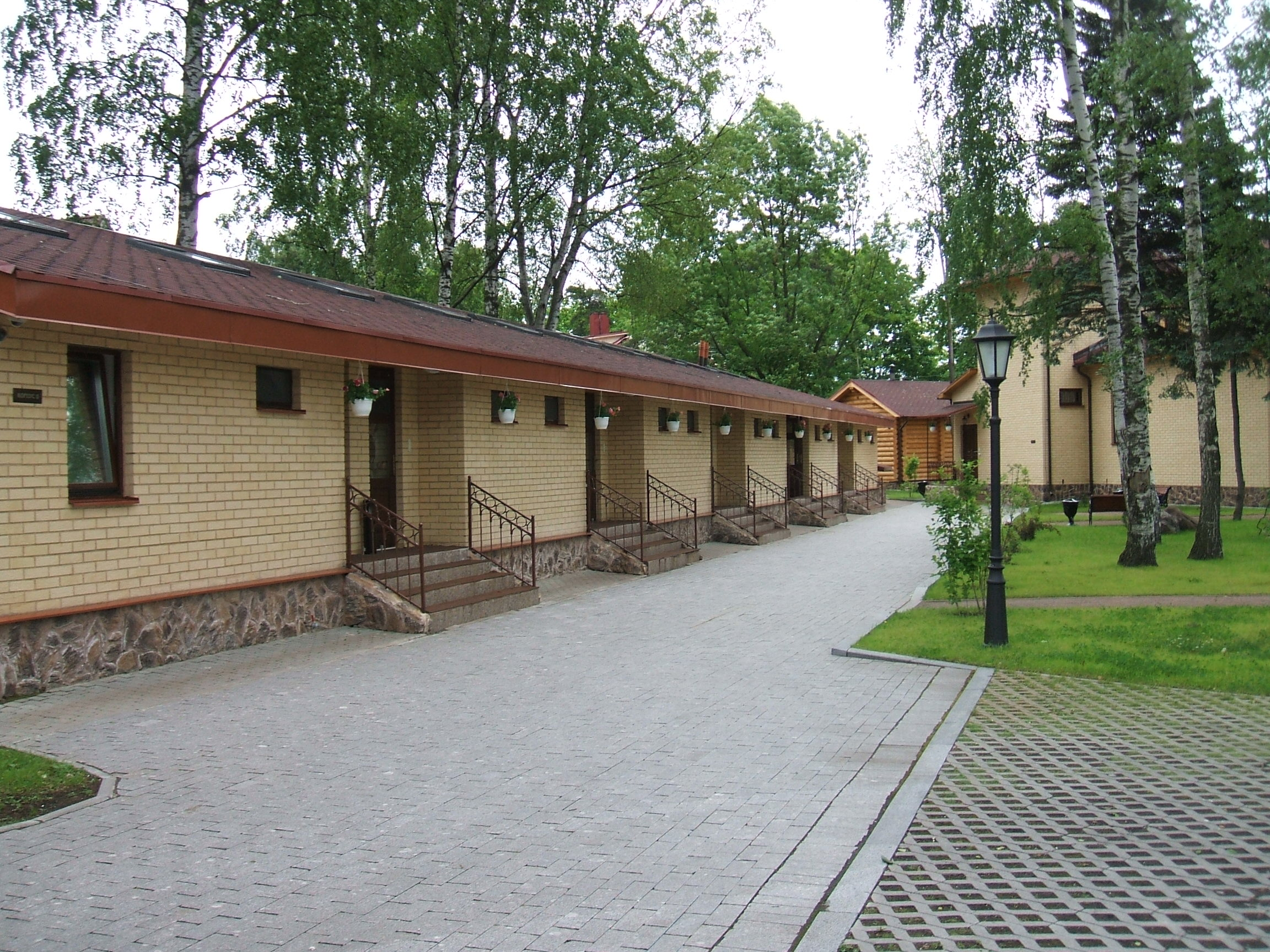
Александринский театр. Дом творчества
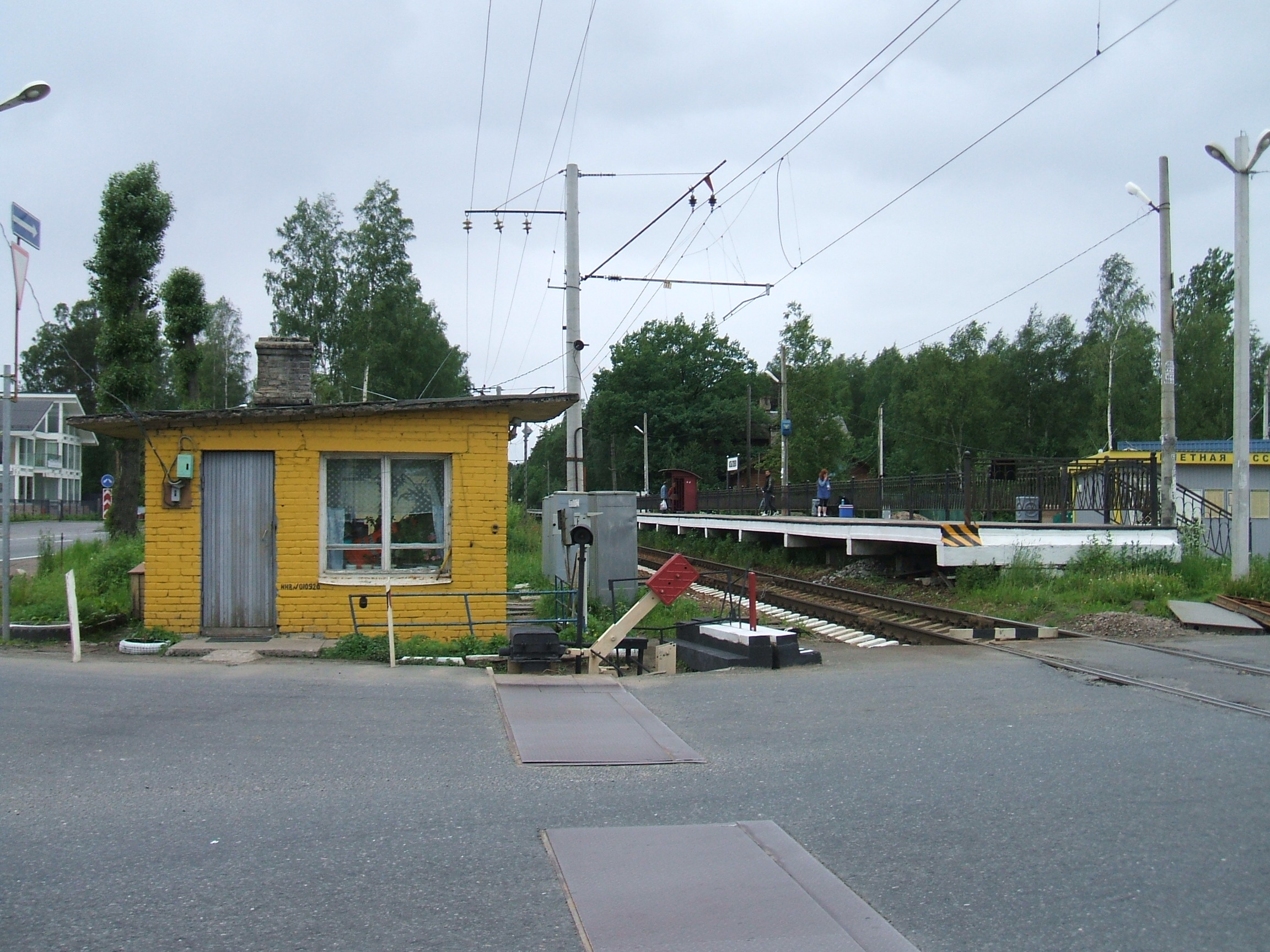
Ж. д. платформа в Ольгине